# Kalcium-sztearoil-2-laktilát
A kalcium-sztearoil-2-laktilát (E482) a sztearinsav és a tejsav keverékének kalciummal alkotott sója. A sztearinsav növényekben és állatokban egyaránt megtalálható, de élelmiszeripari célokra leginkább növényi eredetű sztearinsavat használnak, bár az állati eredet sem zárható ki. Az állati eredetről kizárólag a gyártó adhat felvilágosítást.

## Élelmiszeripari felhasználása
Élelmiszerek esetén emulgeálószerként és stabilizálószerként, E482 néven alkalmazzák.  Előfordulhat pékárukban, tésztákban, krémekben, krémlikőrökben és egyes salátákban.

## Egészségügyi hatások
Napi maximum beviteli mennyisége 20 mg/testsúlykg. Nincs ismert mellékhatása. A tejsav és a sztearinsav az emberi szervezetben természetes úton is előfordul.